# مارك فريزر
مارك فريزر (بالإنجليزية: Mark Frazier)‏ هو فنان أمريكي، ولد في 1 ديسمبر 1956.

## وصلات خارجية
- مارك فريزر على موقع IMDb (الإنجليزية)